# Kmetia exigua
Kmetia exigua är en svampart som beskrevs av Bres. & Sacc. 1902. Kmetia exigua ingår i släktet Kmetia, divisionen sporsäcksvampar och riket svampar.   Inga underarter finns listade i Catalogue of Life.